# 若林正
若林正（英語：Bob Tadashi Wakabayashi，1950年2月17日—），是多倫多約克大學一名加拿大日裔歷史學助理教授，其主要研究領域為東亞史，特別是對第二次世界大戰時期的東亞及日本政治思想的研究。

## 相關事蹟
1989年11月，由被稱為「日本賭王」、曾是甲級戰犯嫌犯（未予起訴後釋放）的笹川良一創立的「笹川良一优秀青年教育基金」（SYLFF）向若林授課的約克大學捐款，在校方宣佈接受捐款的六日後，若林向校方提出抗議，要求校方退還這筆不義之財，他認為捐款方企圖通過偽造和扭曲歷史記載來粉飾自己和他國家的行戰爭罪行，以及消除有關日本在北美和歐洲貿易和投資的批評。此事一度在北美的學術界引起風波，後來有多名教職員也要求校方以道義為重，退還捐款，然而由於約克大學相對其他大學經濟狀況較差，更需要外來捐助，加上校方沒有義務諮詢教授意見的關係，約克大學並沒有放棄相關捐款。

## 研究與見解

### 南京大屠殺的死亡人數
他主編《南京暴行，1937-1938》，其中他自己專文考證日本軍事記錄，論證1937年12月南京城內46,215人被屠殺，當中大部份是12月13日至17日；如把時間拉長至1938年3月末，並包含6個南京郊縣的範圍，總屠殺數大大多於10萬但少於20萬；由此，可以被驗證、學術上有效的總屠殺數是4萬至20萬，低於或高於這個範圍是沒有道理、不公允、沒證據的。至於「30萬死」這個數字，如果算的是1937年8月至12月由上海至南京一路上，那30萬死是可靠的估計。
他又指出，南京慘案的傷亡人數並非全是日本人所造成，例如當時鎮守南京的國民黨總司令唐生智曾下令處死嘗試逃出南京的平民，而國民黨的掠奪行為也造成了戰時的大饑荒。

### 南京大屠殺的其他思考
若林正通過向西方讀者介紹日本和中國對南京大屠殺的研究及各種觀點和爭論，把該研究國際化。
根據若林的說法，中國政府利用南京大屠殺來實現以下目的：
1. 從中取得更多的援助來打造中國在亞洲的經濟霸主地位；
2. 讓中國人民忘卻由於中國領導人濫權從而釀成的大躍進、大饑荒和文革的災難；
3. 緩和國內人民對因經濟發展不平衡而導致的貪污腐敗、人權和政治自由受踐踏、貧富懸殊的不滿；
4. 轉移外國對中共對待西藏、維吾爾和其他少數民族的帝國主義式侵略和種族滅絕政策的批評。

他亦表示，南京大屠殺否定派學者的「非黑即白」態度，與目前中國大陸研究南京大屠殺的官方歷史學者很相似。若林亦透露參與寫作《南京暴行，1937-1938》的一些作者曾受到日本極端份子不同程度下的威脅。他也表示日本從未道歉的說法是錯誤的，並且引用中國《人民日報》一名記者的調查，指日本自1972年以來已道歉了二十一次。。

### 支那及相關用語
當今有部分日本右翼人士以「支那」的詞源並無貶義為由而主張應該繼續使用這類用詞。若林對此說法作出評論，他指出，源於《馬可·波羅遊記》記載的「Zippangu」一詞的「Jap」也有非貶義的詞源，但是主張繼續使用支那一詞的人毫無疑問會因為被外國人用這三個字母（Jap）稱呼而感到氣憤。他又說，如果當今中國人說他們因被稱為支那或支那人而感到受到傷害，那麼在禮貌上就應該不要使用這些用語，不論這個詞的詞源或者在歷史上的用法如何。他又將繼續使用這種貶義詞的戰後的日本人歸納為兩種人——「教育程度低的或積習難改的老年人」。

## 部分著作
- Aizawa Seishisai's Shinron and Western Learning: 1781-1828
- Bulletin on Narcotics: A Century of International Drug Control
- Japanese Loyalism Reconstrued: Yamagata Daini's Ryūshi Shinron of 1759
- Opium Regimes: China, Britain, and Japan, 1839-1952